# Microgadus
Microgadus is een geslacht van straalvinnige vissen uit de familie van kabeljauwen (Gadidae). Het geslacht is voor het eerst wetenschappelijk beschreven in 1865 door Gill.

## Soorten
- Microgadus tomcod (Walbaum, 1792) – Atlantische tomcod
- Microgadus proximus (Girard, 1854)